# Zahořany (Vilémov)
Zahořany (německy Sehrles) jsou malá vesnice v Ústeckém kraji v okrese Chomutov. Stojí v mírně zvlněné krajině západní části Žatecké pánve asi 7,5 kilometru jihovýchodně od Kadaně a jeden kilometr severně od Vilémova, ke kterému jako část obce patří.
Vesnice vznikla před rokem 1318. Byla centrem malého šlechtického statku, ale po většinu času bývala rozdělena mezi několik majitelů. Hlavním zdrojem obživy jejích obyvatel bylo zemědělství. Během třicetileté války vesnice zanikla a postupně obnovována byla od druhé poloviny sedmnáctého století. Dominantami vesnice jsou kostel svatého Jana Evangelisty a komín, který je jediným pozůstatkem třídírny uhlí z první čtvrtiny dvacátého století.

## Název
Název vesnice je odvozen ze spojení ves zahořanů, tj. lidí, kteří bydlí nebo pocházejí z oblastí za horou. V historických pramenech se jméno vesnice vyskytuje ve tvarech: de Zahorzan (1318), Zahrzan (1352), de Zahorzan (1383), in Zahorzan (1410), z Zahořan (1512), zum Sehrlis (1534), Zahorzan (1544), na Záhořanech (1615), Sochrliß (1617), Sehrlas (1654), Schrlos (1665), Sehrles a Serles (1787) a Zahořany nebo Sehrles (1848).

## Historie
První písemná zmínka o vesnici pochází z roku 1318 a nachází se v přídomku Petra ze Zahořan. V roce 1367 vesnici vlastnili zemané Matyáš ze Zahořan a Chotek z Vojnína. Už v té době ve vsi stála fara a farní kostel svatého Jana Evangelisty. Zdejší farář platil papežský desátek ve výši 24 grošů. Panským sídlem ve vsi byla tvrz, na které roku 1383 zemřel Odolen z Nezabylic. Po něm ji zdědila vdova Anna, která si majetek nechala zapsat do desk zemských. K tvrzi tehdy patřily poplužní dvůr a dva selské dvory v Zahořanech, tři a půl lánu polí ve Vidolicích a tři lány v Kadaňském Rohozci.

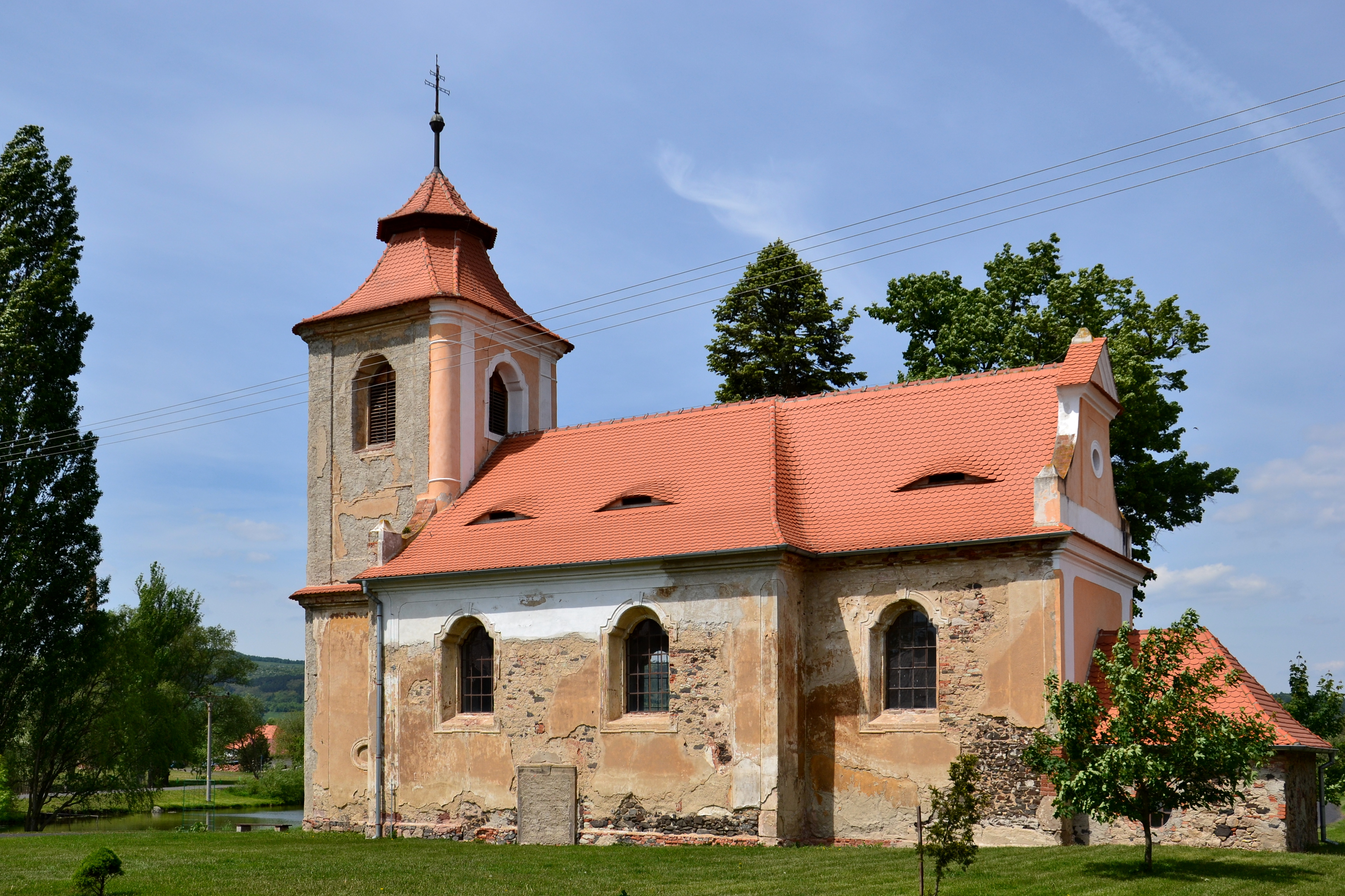
Kostel svatého Jana Evangelisty

Po Anně se majitelem tvrze stal dvorský podsudí Albera ze Zahořan. Vesnice byla rozdělena mezi více majitelů i v patnáctém století. V roce 1405 její část vlastnili Přísnák z Kozmic s manželkou Markétou a Mikulášem z Mnichu. Jako další majitel bývá uváděn Chotek z Vojnína, který roku 1455 vlastnil Vidolice, ale jeho vztah k Zahořanům je nejistý. Od poslední čtvrtiny patnáctého nebo od počátku šestnáctého století Zahořany patřily Raberům z Brus. Z jejich rodu jsou v Zahořenach zmiňováni Bedřich Raber (1534) a jeho stejnojmenný syn (1556). O rok později patřily Zahořany s Vidolicemi Vilému Raberovi z Brus na Zahořanech, který se v roce 1570 o majetek dělil nejspíše se svým bratrem Janem Raberem. Jan nechal roku 1589 zhotovit renesanční oltář pro kostel. V uvedeném roce se Raberové o vesnici dělili s Pavlem Doupovcem z Doupova.
Posledním příslušníkem rodu Raberů se stal Volf Erhard Raber z Brus, který vesnici vlastnil v roce 1611. Oženil se dvakrát: nejprve s Annou Kateřinou Dvořeckou z Olbramovic a podruhé s Justinou Benignou z Lobensteinu. Všech šest Volfových dětí zemřelo před dosažením dospělosti. Za účast na stavovském povstání v letech 1618–1620 byl Volf odsouzen ke konfiskaci třetiny majetku, ke které patřily i Zahořany s tvrzí, dvorem, pivovarem, mlýnem, rybníky, lesy a Vidolicemi. Zabavený majetek 9. listopadu 1623 koupil hrabě Ferdinand z Nagarollu a vše připojil k vintířovskému panství. Raber proto vesnici spolu s částí protestantských obyvatel opustil.

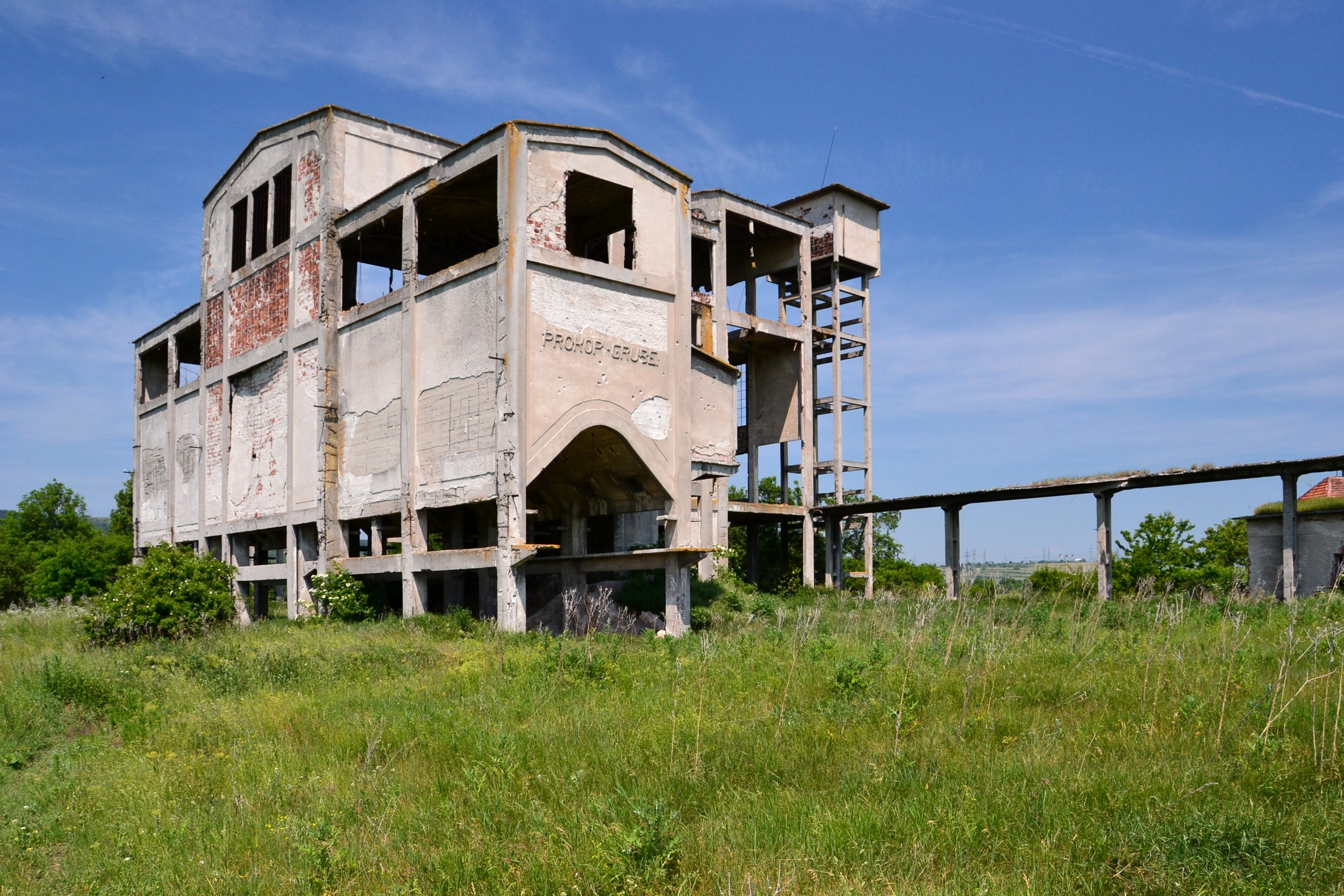
Železobetonová budova třídírny uhlí zbořená v roce 2012

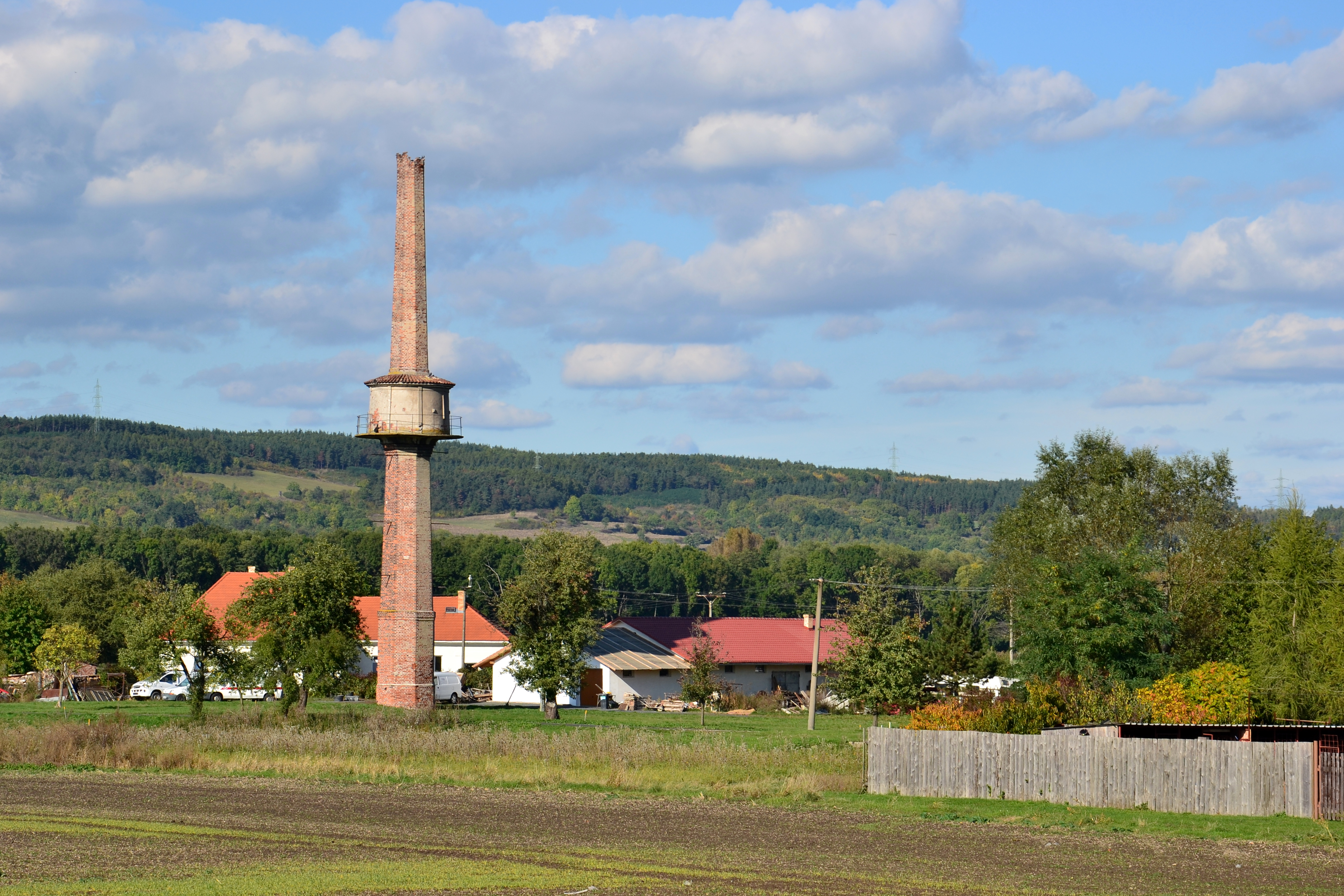
Komín zbořené třídírny uhlí

Zejména ve čtyřicátých letech sedmnáctého století vesnici velmi postihla třicetiletá válka. Ves se úplně vylidnila, zanikly domy i panská tvrz, a jedinou přeživší stavbou zůstal poničený kostel. Podle berní ruly z roku 1654 ve vsi žili pouze dva sedláci v pustých usedlostech, ale jejich pole a pozemky bývalých chalupníků zabrala vrchnost.
O obnovu vesnice se zasloužil Jan Antonín Losy z Losynthalu, který roku 1664 koupil vintířovské panství a v sousedství zahořanského kostela nechal postavit poplužní dvůr, u něhož postupně vznikla nová vesnice. Ještě v roce 1787 v ní však stály pouze dva domy. V první polovině devatenáctého století přibyl další dům, ale stála zde škola.
Po zrušení poddanství se Zahořany nikdy nestaly samostatnou obcí. Od roku 1850 byly osadou Vintířova v okrese Kadaň, kterou zůstaly až do reformy územní správy. Poté byly od roku 1961 připojeny jako část obce k Vilémovu v okrese Chomutov.
Ve vesnici stála třídírna hnědého uhlí, které se ve dvacátých letech dvacátého století těžilo v povrchovém lomu Prokop u Blova. Uhlí se do Zahořan dopravovalo elektricky poháněným lanem taženými vozíky a odtud se odváželo po železniční vlečce k vilémovskému nádraží. Podnik fungoval do roku 1927. Budova třídírny byla zbořena v roce 2012. Stát zůstal pouze komín se zásobníkem na vodu. Z vlečky se dochovaly jen terénní náznaky a nepatrné zbytky dalších stavebních prvků.
Během druhé světové války v zemědělském dvoře fungoval tábor pro zajatce ze Sovětského svazu. Na konci války z něj bylo 8. května 1945 propuštěno na svobodu 26 vězňů. Po válce objekt sloužil k internaci vysídlovaných Němců.

## Přírodní poměry
Zahořany se nachází v Ústeckém kraji v katastrálním území Vilémov u Kadaně o rozloze 9,81 km² asi jeden kilometr severně od Vilémova a 7,5 kilometru jihovýchodně od Kadaně. Geologické podloží pod samotnou vesnicí tvoří výběžek třetihorních pyroklastických hornin bazaltového typu. Severní polovina vesnice zasahuje do chráněného ložiskového území Vintířov s výskytem hnědého uhlí.
V geomorfologickém členění Česka oblast leží v mírně zvlněné krajině Mostecké pánve, konkrétně v podcelku Žatecká pánev a okrsku Pětipeská kotlina. Nejvyšším bodem v okolí je Zahořanský kopec (319 metrů) jihovýchodně od vesnice. Jižně od vsi se na svahovinách čedičů vyvinul půdní typ kambizem eutrofní, ale na ostatních světových stranách tvoří půdní pokryv černice fluvická vyvinutá na nivních sedimentech. Jedinými vodními plochami v okolí jsou tři malé rybníky na okrajích vsi. Napájí je a vodu odvádí občasné drobné vodní toky, které se vlévají do Vintířovského potoka, a patří tedy k povodí Ohře.
V rámci Quittovy klasifikace podnebí Zahořany stojí v teplé oblasti T2, pro kterou jsou typické průměrné teploty −2 až −3 °C v lednu a 18–19 °C v červenci. Roční úhrn srážek dosahuje 550–700 milimetrů, počet letních dnů je 50–60, počet mrazových dnů se pohybuje mezi 100–110 a sněhová pokrývka zde leží 40–50 dnů v roce.

## Obyvatelstvo
Při sčítání lidu v roce 1921 zde žilo 96 obyvatel (z toho 50 mužů). Československé národnosti bylo 67 lidí a 29 německé. Dva lidé byli bez vyznání, po jednom člověku patřili k evangelické a československé církvi a ostatní byli římští katolíci. Podle sčítání lidu z roku 1930 zde žilo 71 obyvatel, z nichž bylo 31 československé, 39 německé a jeden jiné národnosti. Většina obyvatel patřila k římskokatolické církvi, ale žilo zde také šest evangelíků a jeden člověk hlásící se k jiné víře.
|                                                                       | 1869 | 1880 | 1890 | 1900 | 1910 | 1921 | 1930 | 1950 | 1961 | 1970 | 1980 | 1991 | 2001 | 2011 | 2021 |
| --------------------------------------------------------------------- | ---- | ---- | ---- | ---- | ---- | ---- | ---- | ---- | ---- | ---- | ---- | ---- | ---- | ---- | ---- |
| Obyvatelé                                                             | 62   | 109  | 95   | 85   | 59   | 96   | 71   | 47   | 79   | 63   | 43   | 48   | 46   | 30   | 21   |
| Domy                                                                  | 4    | 4    | 5    | 4    | 7    | 9    | 13   | 6    | —    | 9    | 11   | 10   | 11   | 10   | 9    |
| Počet domů z roku 1961 je zahrnut v celkovém počtu domů obce Vilémov. |      |      |      |      |      |      |      |      |      |      |      |      |      |      |      |

## Doprava
Zahořany stojí u silnice III. třídy č. 22410 spojující Krásný Dvůr se silnicí III/22425 z Vinařů do Blova. Nachází se zde zastávka autobusové linkové dopravy a nejbližší pravidelně obsluhovaná železniční stanice je Kadaň. Vesnicí ani jejím okolím nevedou žádné značené turistické trasy ani cyklotrasy, ale se zatopeným lomem Podkova a sousedním Blovem Zahořany spojuje částečně okružní cyklostezka vybudovaná z části v dráze zaniklé důlní lanovky. Jiné cyklostezka vede ze Zahořan k parku u vintířovského zámku.

## Pamětihodnosti
Kostel svatého Jana Evangelisty vznikl již ve čtrnáctém století a v polovině osmnáctého století byl barokně přestavěn.